# André Marie de Gouzillon de Bélizal
 (novembre 2020).
André Marie de Gouzillon de Bélizal, né le 12 mai 1741 à Brest et mort en 1795, est issu d'une ancienne famille de la noblesse d'extraction bretonne, famille originaire de la province de pays de Léon. 
Il est chef de division des armées navales du roi Louis XVI, chevalier de l'ordre royal et militaire de Saint-Louis.  Il fait partie de l'expédition de Quiberon. Il meurt au combat pour le roi et la contre-révolution fusillé par les bleus.
Devise du comte André de Bélizal : « Fidèle à Dieu et au Roy. »
Devise de sa famille : « sans fiel »

## Biographie
André Marie de Gouzillon de Bélizal est né à Brest, le 12 mai 1741. Il est le fils de Charles Yves de Gouzillon, comte de Kermeno et de Perrine de la Jaille (fille du marquis de la Jaille , capitaine de vaisseau, connu pour les services qu'il a rendu au royaume). Son épouse est Marie-Hyacinthe Gogibus de Ménimande .
Le 13 octobre 1755, à quatorze ans, il entre comme garde-marine dans la Marine royale. 
Au lendemain de la déclaration de la guerre de Sept Ans, il expérimente les premiers feux des canons ennemis à bord de la Sirène, frégate de 32 canons commandée par monsieur de Breugnon, à la hauteur de Louisbourg contre deux vaisseaux anglais et une corvette ; puis se trouve dans plusieurs combats très virulents sur la Pomone où il fait fonction d'enseigne et la corvette Duc de Hanovre (commandée par M. de Keranstoet) sur laquelle il essuie « un combat de deux heures et demie à portée de pistolets contre la frégate anglaise Le Lézard de Trente six canons ». Il est blessé et fait prisonnier pendant cinq mois en Angleterre à l'âge de 15 ans .
Le 20 novembre 1759, André de Bélizal est à nouveau fait prisonnier. Il se trouve que le Formidable, commandé par Louis de Saint-André du Verger, comme sous-brigadier des gardes marines. Ils rencontrent la flotte anglaise de l'amiral Edward Hawke et un combat meurtrier s'engage entre les Français et les Anglais. Ils se battent tous avec courage jusqu'à la dernière extrémité. André de Bélizal, après deux heures de combat sur la dunette arrière, est blessé et emmené prisonnier avec seize autres officiers . 
En mai 1760, sur le vaisseau Diadème commandé par M. de Breugnon, en partance vers Saint-Domingue, il combat courageusement à la hauteur des îles des Glénan et sera blessé à la tête et aux bras.
En 1762, il reçoit son brevet d'enseigne de vaisseau. 
En 1765, Il fait partie des expéditions contre les barbaresques au commandement de l'Écluse, flûte de 20 canons : une escadre composée de vaisseaux de ligne était partie de la Baie le 12 avril 1765 pour aller châtier les pirates marocains. Salé, fut bombardé pendant plusieurs jours. On alla ensuite devant Larache qu'on commença par bombarder
En 1770, c'est en second qu'il est embrigadé sur la flûte de 12 canon La Barbue pour sa dix-septième campagne depuis qu'il a « l'honneur de servir Sa Majesté ». Mais la flûte n'atteindra pas Saint-Domingue, elle « fait coste à la torche de Pennmarc'h avec perte de tous ses effets ».
En 1772, en récompense de ses blessures et de son zèle pour le service de Sa Majesté, la croix de chevalier de l'ordre royal et militaire de Saint-Louis. Cette même année il reçoit son brevet de lieutenant de vaisseau.
En juin 1777, il prend le commandement de la Curieuse, corvette de 12 canons, pour aller en reconnaissance le long de la côte. Le 14 juin, alors qu'il est à hauteur de l'île de Ré, un vaisseau anglais le HMS Foudroyant fort de ses quatre-vingts canons le somme de se laisser visiter. Le comte de Bélizal, « le force de traiter d'égal à égal en envoyant un officier de part et d'autre pour se complimenter ». Courant octobre, il appuie plusieurs chasses contre le brick du corsaire Grenezey mais, dit-il, « sa marche toujours supérieure à la mienne n'empêchera de le joindre »
En 1778, il prend le commandement de la frégate de 32 canons, la Licorne. Il a pour mission de protéger et veiller à la sûreté du commerce. Il est choisi au moins de juin par le comte d'Orvilliers pour son escadre qui doit faire respecter les navires français en Manche. Il appareille le 15 juin 1778 et rejoint la division de monsieur de la Clocheterie avec sa frégate. Il fait partie du combat du 17 juin 1778 et va se distinguer pendant ce combat. Le 17 juin, il se tient à la hauteur de l'île de Batz « à l'arrière de la frégate Belle Poule ainsi que de l'Hirondelle et Le Coureur » lorsque la division se trouve aux prises avec l'escadre du vice admiral Augustus Keppel. Après de longues heures pendant lesquelles il rend coup par coup aux boulets anglais qu'il reçoit, il se retrouve à tenir tête, seul, à toute la flotte de Keppel. Il se retrouve entouré de quatre vaisseaux. L'un d'eux, le HMS Hector, lui envoie « à bord deux coups de canon à boulet ». Il y répond par sa volée de tribord et bâbord pour l'honneur du pavillon avant de se résoudre à l'amener. Ayant tenu seul face à la flotte anglaise, il ne se rendit qu'à la dernière extrémité et fut prisonnier pendant un an et demi en Angleterre. Ce fut un combat sanglant . Transféré dans le Hampshire, il sera détenu pendant dix-neuf mois : en effet, il refusa de signer comme prisonnier de guerre malgré « les menaces qui lui furent faites à plusieurs reprises par le gouvernement anglais de le mettre en prison ».
Ce combat sanglant, dans lequel André de Bélizal commanda l'un des quatre vaisseaux et fut fait prisonnier, suscite un souffle patriotique. Le roi Louis XVI sort de sa réserve et cite le vaisseau du comte de Bélizal : « la saisie faite par une escadre anglaise au mépris du droit des gens de mes frégates La Licorne et La Pallas et principalement l'insulte faite à mon pavillon m'ont forcé de mettre un terme à la modération que je m'étais proposée ».
André de Bélizal revient de captivité au début de 1780. Le 1er avril, il reçoit le commandement de la frégate de 34 canons la Vénus.
Le 7 janvier 1791, le roi Louis XVI par lettre signée, désigne André Marie de Gouzillon de Bélizal pour commander la marine du port de Brest, comme chef de division. « Monsieur le comte de Bélizal, vous ayant choisi pour commander la Marine du Port de Brest, je vous fait cette lettre pour vous dire que vous ayez à vous y employer en cette qualité; en la présente n'étant à autre fin, je prie Dieu qu'il vous ait, monsieur de Bélizal, en sa sainte garde: Ecrit à Sarin le 7 janvier 1792. Louis ». Le ministre de la Marine, Bertrand de Molleville, lui écrit ces mots également : « Sa Majesté comptant sur votre zèle pour le service autant que sur votre attachement à sa personne, vous choisit pour succéder à monsieur de Marigny ».

## Armoiries et devise
- Armoiries: d'or à la fasce d'azur, accompagnée de 3 colombes de même, becquées et membrées de gueules. Couronne de comte.
- Devise: Sans Fiel.

## Publications
- Le Journal d'un émigré du comte de Bélizal, édité chez La Folye